# Contea di Lee (Mississippi)
La contea di Lee (in inglese Lee County) è una contea dello Stato del Mississippi, negli Stati Uniti. La popolazione al censimento del 2000 era di 75 755 abitanti. Il capoluogo di contea è Tupelo.